# Timid Tiger
Timid Tiger ist eine fünfköpfige Band aus Köln, die im Sommer 2002 gegründet wurde.

## Geschichte
Die Songwriter Keshav Purushotham und Christian Voß begegneten sich erstmals im Sommer 2002. Sie befreundeten sich und komponierten gemeinsam einige Songs auf der Akustikgitarre. Nach einem Vierteljahr entscheiden sie sich dazu, die Kompositionen mit Purushothams ehemaliger Band Radio Voices aufzunehmen. Die neue Band Timid Tiger bestand neben Purushotham und Voß aus dem Keyboarder Evgeni Kouris, dem Bassisten Thilo Schmelzer und Felix Günther am Schlagzeug. Bei ihrem ersten Konzert, am 23. Mai 2003 im Deutzer Jugendclub zu Köln, trafen sie auf den Comic-Zeichner und Musiker Klaus Cornfield. Dieser entwarf den Tiger für das Bandlogo.
2004 erschien beim Kölner Independent-Label Highcat Records die EP Timid Tiger & the Electric Treasure Box. Der Song Miss Murray wurde von den Radiosendern aufgegriffen und in die Begleit-CD der Mai-Ausgabe des Spex aufgenommen. Das Hamburger Independent-Label L’age d’or nahm Timid Tiger Anfang 2005 unter Vertrag. Miss Murray wurde als Single wiederveröffentlicht. Im Mai 2005 erschien mit Timid Tiger & a Pile of Pipers das erste Album der Band. Ab dem 23. März 2006 war das Debütalbum auch in Japan erhältlich.
Im Jahr darauf verließen Thilo Schmelzer und Felix Günther die Band und wurden ab 2008 durch Christopher Martin am Bass und Steffen Wilmking am Schlagzeug ersetzt. In dieser Besetzung produzierten sie ihre Musik nun selbst im hauseigenen Tonstudio in Köln (Electric Island).
Am 16. März 2009 erschien die EP The PMA. EP, die unter anderem eine Cover-Version von Britney Spears’ Womanizer enthielt.
Das Label Columbia Berlin nahm die Band im Herbst 2009 unter Vertrag und veröffentlichte 2010 das Album Electric Island. 
2012 veröffentlichten Timid Tiger auf ihrem eigenen Label Papercup Records das Album The Streets Are Black.

## Diskografie
Alben
- 2005: Timid Tiger & a Pile of Pipers
- 2010: Timid Tiger & the Electric Island
- 2012: The Streets Are Black

EPs
- 2004: Timid Tiger & the Electric Treasure Box
- 2009: The PMA.EP
- 2009: Electric Island EP

Singles
- 2005: Miss Murray
- 2005: Combat Songs & Traffic Fights
- 2005: Loveboat
- 2010: Monster remix (mit Chakuza (Rapper))
- 2010: Electric Island
- 2010: Ina Meena Dika (It’s Happening Now)
- 2012: Nie auf (mit Casper und Cro) (Freetrack)
- 2012: The Sun Goes Down, The Streets are Black
- 2012: Hangin' in the Sun
- 2013: Walking in the Sand